# Engyprosopon
Engyprosopon là một chi cá nhỏ trong họ Bothidae thuộc bộ cá thân bẹt Pleuronectiformes. Chúng được tìm thấy ở vùng biển Ấn Độ Dương và Thái Bình Dương

## Các loài
Hiện hành có 31 loài trong chi này:
- Engyprosopon annulatus (M. C. W. Weber, 1913)
- Engyprosopon arenicola D. S. Jordan & Evermann, 1903 (Fringelip dwarf flounder)
- Engyprosopon bellonaensis Amaoka, Mihara & Rivaton, 1993 (Bellona flounder)
- Engyprosopon bleekeri (W. J. Macleay, 1881) (Bleeker's flounder)
- Engyprosopon filipennis H. W. Wu & S. F. Tang, 1935
- Engyprosopon grandisquama (Temminck & Schlegel, 1846) (Largescale flounder)
- Engyprosopon hawaiiensis D. S. Jordan & Evermann, 1903
- Engyprosopon hensleyi Amaoka & Imamura, 1990
- Engyprosopon hureaui Quéro & Golani, 1990 (Hureau's flounder)
- Engyprosopon kushimotoensis Amaoka, Kaga & Misaki, 2008
- Engyprosopon latifrons (Regan, 1908)
- Engyprosopon longipelvis Amaoka, 1969
- Engyprosopon longipterum Amaoka, Mihara & Rivaton, 1993 (Long pectoral fin flounder)
- Engyprosopon macrolepis (Regan, 1908)
- Engyprosopon maldivensis (Regan, 1908) (Olive wide-eyed flounder)
- Engyprosopon marquisensis Amaoka & Séret, 2005
- Engyprosopon mogkii (Bleeker, 1854)
- Engyprosopon mozambiquensis Hensley, 2003
- Engyprosopon multisquama Amaoka, 1963
- Engyprosopon natalensis Regan, 1920 (Natal flounder)
- Engyprosopon obliquioculatum (Fowler, 1934)
- Engyprosopon osculus (Amaoka & M. Arai, 1998)
- Engyprosopon praeteritus Whitley, 1950 [2]
- Engyprosopon raoulensis Amaoka & Mihara, 1995
- Engyprosopon regani Hensley & Suzumoto, 1990 (Regan's flatfish)
- Engyprosopon rostratum Amaoka, Mihara & Rivaton, 1993 (Long snout flounder)
- Engyprosopon sechellensis (Regan, 1908)
- Engyprosopon septempes Amaoka, Mihara & Rivaton, 1993 (Seven pelvic ray flounder)
- Engyprosopon vanuatuensis Amaoka & Séret, 2005
- Engyprosopon xenandrus C. H. Gilbert, 1905
- Engyprosopon xystrias C. L. Hubbs, 1915